# 真砂徳子
真砂 徳子（まさご のりこ、1971年12月29日 - ）は、日本のフリーアナウンサー。

## 略歴
長野県生まれ、埼玉県育ち。埼玉県立熊谷女子高等学校を経て、1994年に明治大学文学部を卒業。
新潟テレビ21のアナウンサーを務めた後、1997年に北海道へ移住。現地でフリーアナウンサーとして活動し、2005年に「真砂事務所」を開設した。北海道へ移住してからは、途中までおびなた 徳子の名で活動していた。
その後、結婚したことを2012年1月10日に自身のブログで公表した。

## 出演
真砂の公式サイトに掲載されていた出演データからの参考。

### テレビドラマ
- はいすくーる落書2（TBS）

### テレビ番組
- NNNニュースプラス1（日本テレビ）
- スーパーモーニング（テレビ朝日）
- myステーション（北海道テレビ）
- 情報ワイド 夕方Don!Don!（北海道テレビ）
- 南平岸 in bizcafe（北海道テレビ）
- 南平岸・未来道（北海道テレビ）
- 日本百年の転換戦略（北海道テレビ）
- 日本百年の転換戦略PART2（北海道テレビ）
- HTBニュース（北海道テレビ）
- 未来世紀日本（北海道テレビ）
- 北海道未来考古学（北海道文化放送）
- 大日本未来考古学（北海道文化放送）
- のりゆきのトークDE北海道（北海道文化放送） - 「トークDEスキンケア」ナビゲーター、「デパ得」担当

### ラジオ番組
- まさごのりこクールトーク（エフエムもえる）

### ネット配信番組
- やさしい風を探して（Fpweb.TV）

### CM
- 国民年金
- 貼るオンパックス（マイコール）
- ツルハドラッグ
- 井原水産
- ワイコム
- ヴァーナル北海道
- 新光証券
- よつ葉乳業
- アイキュー

## 連載
- ただ今、道産子修行中！（北海道開発協会『開発こうほう』連載、2006年4月号 - 2008年1月号）
- 真砂徳子の起ーパーソン（『北海道建設新聞』連載、2009年10月 - 2015年6月[3]） - この連載は2012年に電子書籍化され[10]、2013年9月に紙媒体での書籍化もされた（ISBN 978-4-05-405813-2）。前者は正文舎から[11]、後者は学研マーケティングから発売。